# Broseley
Broseley är en ort och civil parish i Shropshire i England med en befolkning på 4 912 (2001). Norr och öster om staden flyter floden Severn. 